# Philippe Vercellotti
 (avril 2014).
Si vous disposez d'ouvrages ou d'articles de référence ou si vous connaissez des sites web de qualité traitant du thème abordé ici, merci de compléter l'article en donnant les références utiles à sa vérifiabilité et en les liant à la section « Notes et références ».
Philippe Vercellotti, né le 9 juillet 1961 à Toulouse, est un peintre français.

## Biographie
Il fait des études à l'École des Beaux-Arts de Toulouse entre 1980 et 1985, où il obtient le diplôme national. Il expose alors dans des salons régionaux et des expositions de groupe. En 1989, il réalise sa première exposition personnelle et rencontre la célèbre galeriste toulousaine Simone Boudet, qui l'accueille l'année suivante dans sa galerie. Ses peintures peuvent être vues à Montpellier, Bordeaux, Paris, Nantes, Poitiers, Pont-Aven, Dinard... En 1992, il réside plusieurs mois à Passau, en Bavière. Il est vice-président de la Société des Artistes méridionaux. Il vit et travaille toujours à Toulouse.

## Peinture
Dès ses débuts, Philippe Vercellotti a mis en scène son univers, basé sur les souvenirs d'enfance du débarras de ses grands-parents, rempli d'éléments récurrents : grillages, fioles et bouteilles, tuyaux, vieux jouets, avions, bateaux, invitations à un voyage imaginaire. Ni grenier, ni cave, ce lieu s'ouvre de plain-pied sur un extérieur tout autant réaliste et imaginaire : ciel bleu, plage, mer, encadrés par une porte ou une fenêtre comme autant de tableaux dans le tableau. Vercellotti accompagne ses tableaux de titres souvent étranges. Les expositions sont présentées comme étant la collection d’un Victor Letel, qui n’est en réalité que l’anagramme de Vercelotti. L'anagramme, comme les références à Georges Perec, sont constamment présentes. Parmi les constantes, on retrouve le nombre 102, un personnage nommé Camille Amadeus Colombetto (Vercellotti habite rue de la Colombette à Toulouse).
Ce jeune peintre, récemment révélé à Paris par la Galerie 26, sait, dans ses beaux panneaux à la facture superbement élaborée, dégager toute la poésie des bric-à-brac, des fonds de grenier ou des soupentes, sous de lumineux éclairages dorés. Son pinceau à la finesse d'un burin de graveur et son univers dégage un souriant mystère.

## Expositions

### Expositions personnelles
- Espace Bouquières, Toulouse, 7-19 avril 2014
- Galerie Jean-Claude Cazaux, Biarritz
- Galerie du Prince Noir, Dinard
- Galerie Pygmalion, St Nazaire
- Librairie Ombres blanches, Toulouse, 15 juin-14 juillet 2012
- Galerie de toutes les couleurs, Saint-Clar (Gers), 2010
- Musée Raoul Dastrac, Aiguillon, 2007

### Expositions collectives
- Salon Comparaisons, Grand Palais, Paris, 4-8 décembre 2013
- Cowparade, Toulouse 2012
- Regards sur les Arts, Lamballe
- Biennale de Nantes
- Art Hambourg (Allemagne)[3]
- L'Art en dix mouvements, Chalais
- Salon Violet, Paris
- Salon international des rencontres picturales de Paris (sociétaire)
- Salon des Artistes méridionaux (vice-présidente de la société des Artistes méridionaux)